# Vengeance Is Mine (film 1914)
Vengeance Is Mine è un cortometraggio muto del 1914 prodotto dalla Lubin. Il nome del regista non viene riportato nei credit del film.

## Produzione
Il film fu prodotto dalla Lubin Manufacturing Company.

## Distribuzione
Distribuito dalla General Film Company, il film - un cortometraggio in una bobina - uscì nelle sale USA l'8 maggio 1914.